# Porte di Gniezno

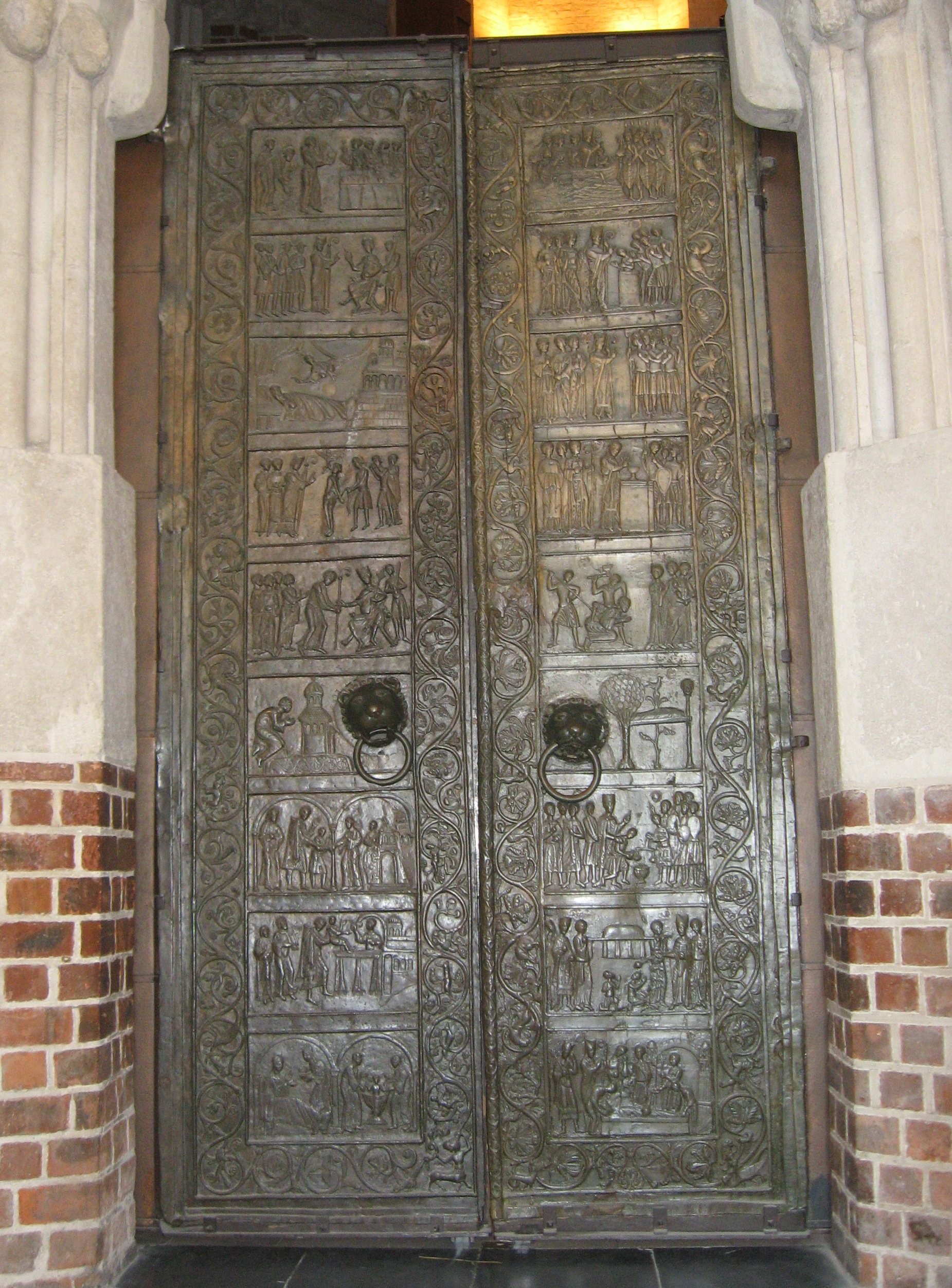
La porta

Le porte di Gniezno (in polacco Drzwi Gnieźnieńskie, in latino Porta Regia) sono una coppia di porte in bronzo poste all'ingresso della cattedrale di Gniezno, in Polonia. Sono decorate con diciotto scene in bassorilievo della vita di Sant'Adalberto (in polacco Wojciech), i cui resti erano stati acquistati a peso d'oro e riportati nella cattedrale, dove erano custoditi. La cattedrale è un edificio gotico le cui porte sono antecedenti, essendo state trasferite da un tempio precedente. Le porte furono realizzate intorno al 1175, durante il regno di Mieszko III il Vecchio, e rappresentano una delle opere d'arte romanica più importanti della Polonia.

## Determinazione dell'origine delle porte
Individuare l'origine delle porte è stato oggetto di molte discussioni. È chiaro che il loro stile deriva da quello della zona della Mosa, nell'attuale Belgio e Francia. Si sostiene che il loro luogo di fabbricazione sia Hildesheim (sede della famosa porta di Bernoardo del 1015 circa), la Boemia, le Fiandre (forse Liegi ) o l'area locale. Swartzenski dice "progetto e modello in cera, Liegi (?)" ma "fuso a Gniezno (?)", "subito dopo il 1127", ma questa data sembra ora essere un'opinione molto minoritaria - fu l'anno in cui la testa di Sant'Adalberto fu "recuperata", non essendo stata con il gruppo iniziale di reliquie. Un'altra possibilità è che gli artisti e gli artigiani siano stati fatti venire dall'Occidente per la realizzazione del lavoro, cosa forse più facile rispetto al trasporto del singolo pezzo della porta sinistra, fosse in cera o in bronzo, attraverso gran parte dell'Europa.
In quel periodo la chiesa polacca aveva forti legami con l'arcidiocesi di Colonia e con l'area di origine dell'arte mosana, che in questa data era all'avanguardia nella lavorazione dei metalli nell'Europa occidentale. La questione non è stata risolta dalla scoperta, durante i lavori di restauro del 1956, di iscrizioni parzialmente cancellate che recitano "me fecit me...us", "petrus" e "bovo luitinius/latinus", che probabilmente riportano il nome dell'artigiano incaricato della fusione. Questi significano "fatto da" ... "Pietro" ... " Di ? [luogo]", con la località "luitinius" che probabilmente si riferisce a uno dei quattro "Lutin" nell'odierna Polonia (non tutti i possibili candidati a questa data), o a Lille nel nord della Francia non lontano dalla regione della Mosa, o ancora a Lucino vicino a Como nel nord Italia. Se la lettura corretta è "latinus", ovvero "Pietro il Latino mi creò", il significato è ancora meno chiaro, ma questa è considerata la possibilità meno probabile. Nessuno dei due nomi è noto in altri contesti.

## Descrizione

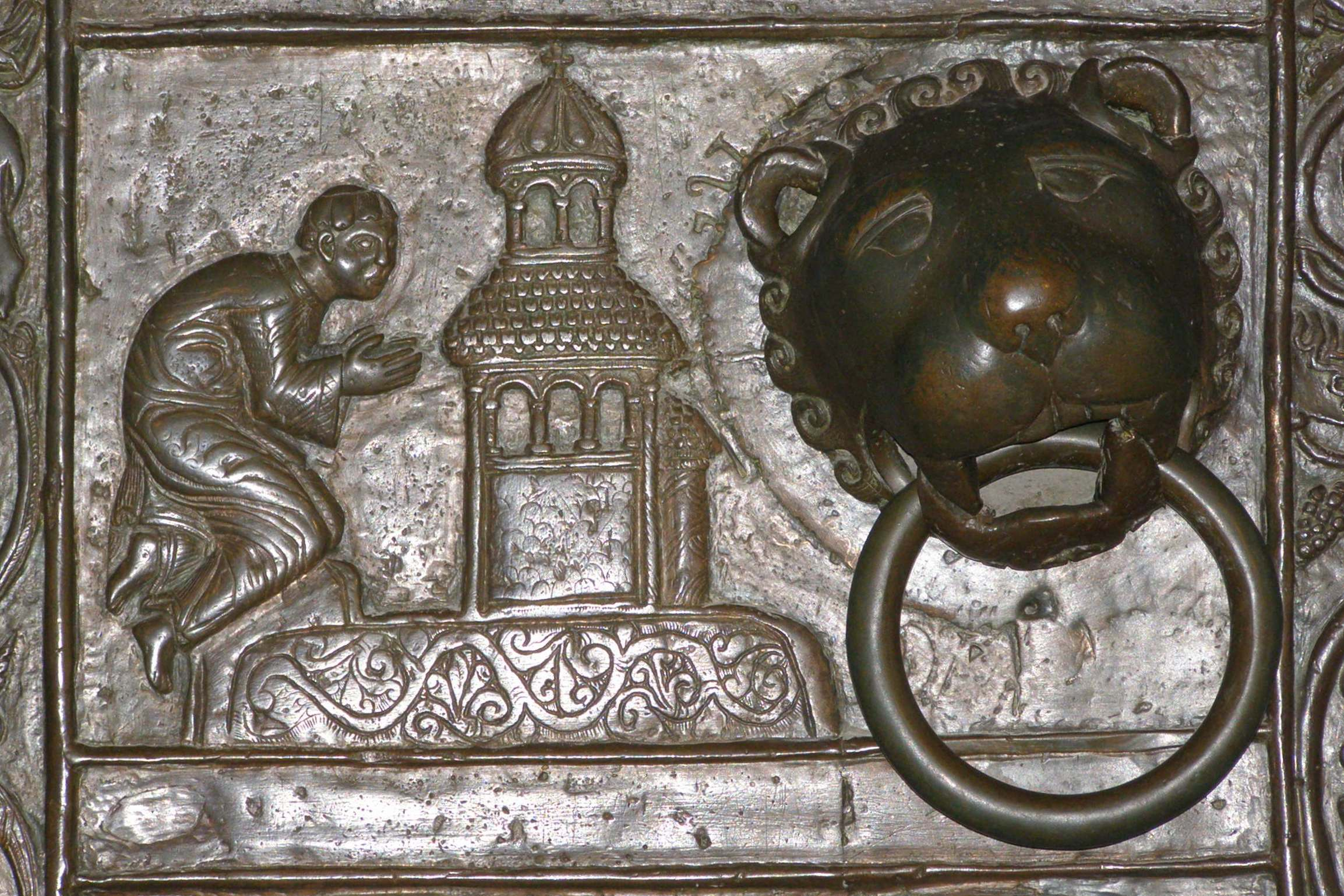
Adalberto prega davanti a un santuario

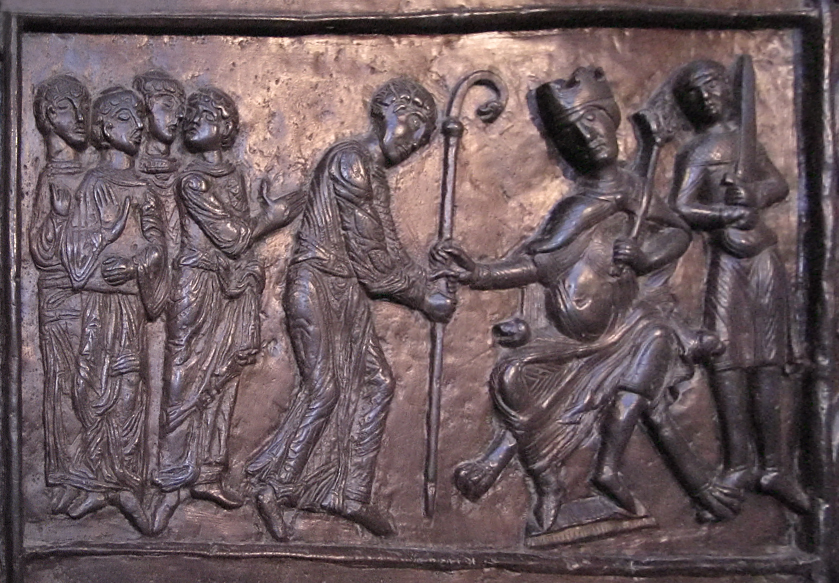
Adalberto diventa vescovo

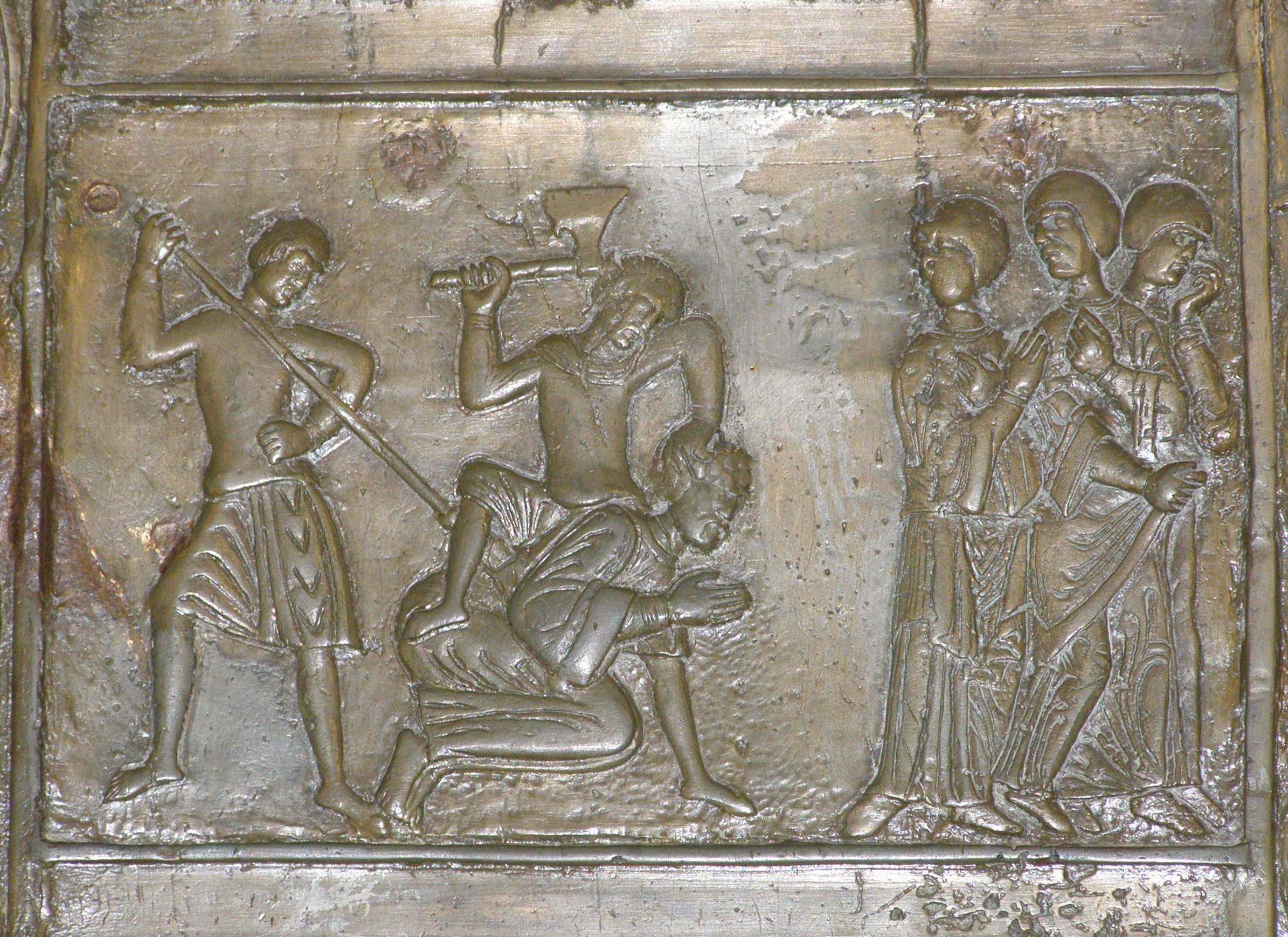
Il martirio di Adalberto

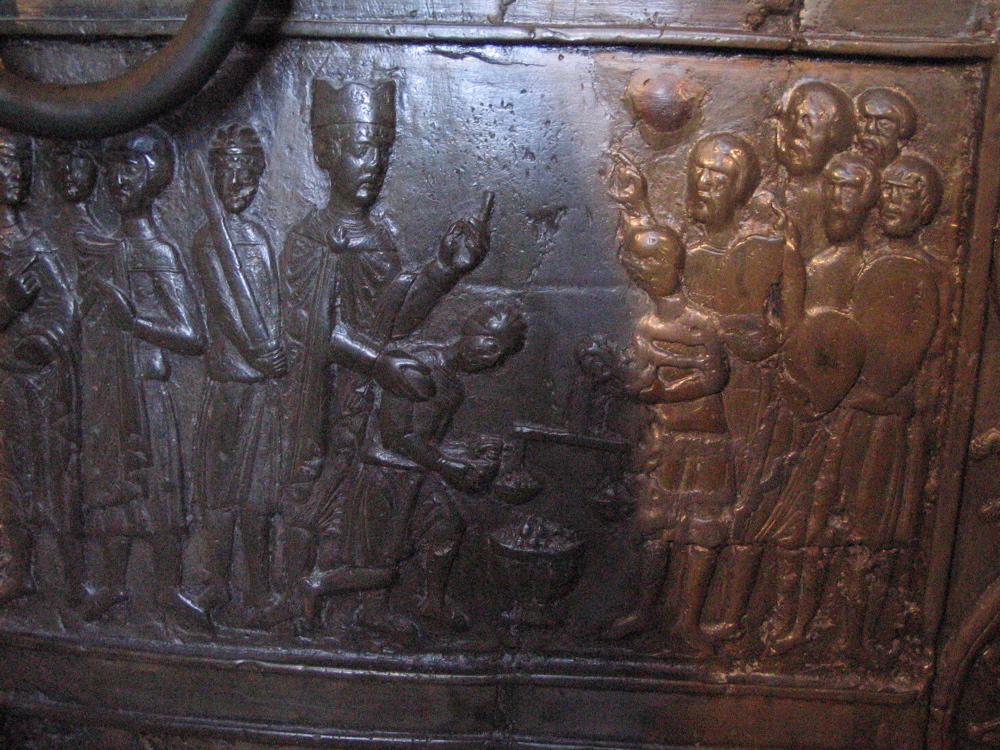
Boleslao riacquista il corpo di Adalberto dai prussiani

La porta di sinistra (di fronte ai rilievi dall'esterno della cattedrale) è di 328 cm di altezza e 84 cm di larghezza, quella di destra è di 323 cm di altezza e 83 cm di larghezza. Entrambe sono di spessore compreso tra 1,5 e 2,5 cm. Sono state fuse in bronzo utilizzando la tecnica della fusione a cera persa in una miscela di rame, stagno con una piccola quantità di piombo, con alcuni dettagli fini aggiunti dopo la fusione mediante strumenti di incisione. La foglia di sinistra è stata fusa in un unico pezzo, mentre quella destra è stata realizzata in 24 sezioni fuse, poi saldate insieme. Anche i due battenti a testa di leone, che non si allineano correttamente, sono stati fusi separatamente e saldati.

## Soggetti artistici dei pannelli
La sequenza inizia dal basso della porta di sinistra, salendo verso l'alto, poi verso la porta di destra, scendendo verso il basso. Adalberto è il soggetto principale di tutte le scene.
1) La sua nascita e il battesimo, in due scene
2) Da bambino malato viene salvato perché deposto su un altare dedicato alla Vergine Maria
3) I suoi genitori lo portano nel monastero di Magdeburgo su sua richiesta
4) Prega davanti a un santuario (con batacchio)
5) L'imperatore Ottone II gli dona il pastorale vescovile, cosa che accadde a Verona
6) Espelle un demone da un uomo posseduto
7) Ha una visione di Cristo che gli dice di salvare i cristiani dalla schiavitù dei commercianti ebrei
8) Supplica il duca di Boemia affinché i padroni ebrei liberino gli schiavi cristiani
9) L'incidente della brocca del vino - quando ne lasciò cadere una non si ruppe
10) Sbarca a Danzica in nave (in alto della porta a destra)
11) Lì fa conversioni
12) Predica
13) Dice messa la mattina della sua morte, con i prussiani ostili sulla destra
14) Viene martirizzato da due uomini, mentre i suoi compagni guardano
15) Il suo corpo è esposto all'aperto, con la testa mozzata su un palo; un'aquila lo custodisce (con batacchio)
16) I suoi resti vengono acquistati dal sovrano polacco dai prussiani, al prezzo del loro peso in oro
17) I suoi resti vengono riportati a Gniezno
18) I suoi resti sono sepolti nella cattedrale di Gniezno (in basso nella porta destra)

### Ulteriori letture
- L'opera standard è (in polacco) Drzwi Gnieźnieńskie, 3 volumi, ed. M. Walicki, Breslavia, 1956.
- Goldschmidt, Adolph, Die Bronzetüren von Nowgorod und Gnesen, Marburg 1932, (Die frühmittelalterlichen Bronzetüren. 2)
- Pavol Černý: Das Leben des hl. Adalbert von Prag auf der Bronzetür von Gnesen . In: Tausend Jahre Benediktiner in den Klöstern Břevnov, Braunau und Rohr. EOS Verlag Erzabtei St. Ottilien 1993,ISSN 0303-4224 (WC · ACNP)Tel.  .